# HD 93083 b
HD 93083 b é um planeta extrassolar que orbita a estrela HD 93083 na constelação de Antlia. Foi descoberto em 2005 a partir de observações pelo espectrógrafo HARPS, que detectou variações periódicas na velocidade radial da estrela consistentes com a presença de um corpo em órbita (espectroscopia Doppler).
HD 93083 b é um gigante gasoso com uma massa mínima de 0,37 MJ, comparável à massa de Saturno. Não há dados sobre a massa real, uma vez que sua inclinação orbital permanece desconhecida. A distância média do planeta à sua estrela é de 0,477 UA, aproximadamente a metade da distância da Terra ao Sol. Sua órbita é um pouco excêntrica (e = 0,14) e tem um período de 143,58 dias.
Este planeta está na zona habitável da sua estrela. Simulações indicam que um planeta hipotético de baixa massa localizado em um dos pontos troianos de HD 93083 b seria estável a longo prazo.